# آی هاشیموتو
آی هاشیموتو (ژاپنی: 橋本 愛؛ زادهٔ ۱۲ ژانویهٔ ۱۹۹۶) یک مدل و هنرپیشه اهل ژاپن است. وی از سال ۲۰۰۸ میلادی تاکنون مشغول فعالیت بوده‌است.
از فیلم‌ها یا برنامه‌های تلویزیونی که وی در آن نقش داشته است می‌توان به اعترافات، مسئله کیریشیما، دنیای کاناکو اشاره کرد.